# 고양 해피니스 U-18
고양 해피니스 U-18은 고양 해피니스 FC의 18세 이하 유스팀이다.

## 같이 보기
- 고양 해피니스 FC

## 참고 자료
- 고양 해피니스 FC 공식 블로그
- KFA 통합경기정보 시스템

틀:고양 해피니스 FC